# نور محمد درتكيدة
نور محمد درتكيدة (بالفارسية: نورمحمد درتکیده) هي قرية تقع في البلدة المركزية في إيران. يقدر عدد سكانها بـ 10 نسمة بحسب إحصاء 2016.